# Дезоксирибонуклеаза IV
Дезоксирибонуклеаза IV (фаг-Т4 индуцируемая) (Шифр КФ 3.1.21.2, эндодезоксирибонуклеаза IV (индуцируемая фагом Т4), эндонуклеаза IV E. coli, эндодезоксирибонуклеаза, редоксиэндонуклеаза, дезоксрибоэндонуклеаза, эндонуклеаза Escherichia coli II, эндонуклеаза II, ДНК-аденин-трансфераза) — это вид эндонуклеазы, которая катализирует деградацию нуклеотидов в двухцепочечной ДНК, атакуя 5'-терминальный конец.
Дезоксирибонуклеаза IV представляет собой тип дезоксирибонуклеазы, которая функционирует в безнуклеотидных или апуриново-апиримидиновых сайтах (AP-сайтах), когда клетка подвергается эксцизионной репарации нуклеотидов. Кроме того, эндонуклеаза IV имеет нескольких активностей, таких как AP-эндонуклеазная, 3'-диэстеразная, 3'-> 5'-экзонуклеазная и 3'-фосфатазная.
Эндонуклеаза IV кодируется геном denB бактериофага Т4, и её связывающая последовательность представляет собой 5'-dT || dCdAdCdTdTdC-3 '. Было обнаружено, что остаток серина 176 играет решающую роль в увеличении скорости гидролиза эндонуклеазой консенсусной последовательности, содержащей цитидин. Эндонуклеаза IV подпадает под структурно схожие элементы с эндонуклеазой I апиримидинка (APE1).

## Открытие
Дезоксирибонуклеаза IV была впервые выделена из тканей кролика в 1968 году, и её молекулярная масса составила 42000 дальтон. Было обнаружено, что этот фермент напоминает несколько микробных эндонуклеазных активностей ДНК-полимеразы I, обнаруженных в Escherichia coli, которые, по-видимому, необходимы для репарации и рекомбинации ДНК.

## Структура
ДНКаза IV состоит из 185 аминокислотных остатков, а ионы магния действуют как кофактор. Ион двухвалентного металла, такой как Mg²⁺, действует как кофактор во время расщепления 5'-мононуклеотидов. Его бета-цилиндрическое ядро TIM окружено спиралями с тремя ионами металлов — либо тремя Zn2+, либо двумя Zn2+ и одним Mn2+, которые играют решающую роль в AP эксцизионной репарации.

## Ферментативная активность в клеточной среде и ДНК
70 % общей активности ДНКазы IV было обнаружено в цитоплазме, а 30 % — в ядрах клеток. В организме человека ДНКаза IV необходима для расщепления промежуточного продукта реакции, генерируемого смещением цепи матрицы во время заполнения пробелов.
Во время эндонуклеазной активности конформационные изменения в ДНК происходят таким образом, что за счет изгиба ДНК на 90 градусов обнажается безнуклеотидный сайт, что приводит к переворачиванию сахарного фрагмента в небольшой карман, который не образует пару оснований Уотсона-Крика.